# 韩祖念
韩祖念（510年—568年3月7日），字师贤，昌黎郡龙城县（今辽宁省朝阳市朝阳县）人，北魏、东魏、北齐官员。

## 生平
韩祖念以宁朔将军、步兵校尉为起家官，很快转任安远将军，升任平东将军、太中大夫，封昌阳县子、帐内都督，又转任右厢都督、领亲信。韩陵之战后，韩祖念出任征东将军、金紫光禄大夫、泾州刺史，进爵为昌阳县开国侯，很快出任征北将军、蔚州刺史，又进号车骑将军，另封开封县开国侯，升任仪同三司、骠骑将军。北齐建国后，韩祖念加开府仪同三司，增封云阳县开国子，兼领左卫大将军。当时齐文宣帝多次北征，韩祖念多次立下战功，以本官出任建州诸军事、建州刺史，又转任晋州诸军事、晋州刺史，其余官职如故，又征召回朝出任特进。皇建初年，韩祖念封武功王，出任宁州刺史，食干汾阴郡，被征召回朝出任领军将军，又外任瀛州诸军事刺史、瀛州刺史，任期满后改任南朔州刺史、兼领大都督。韩祖念又加特进，食干浮阳郡。天统二年十月乙卯（566年11月9日），韩祖念出任司徒公。天统三年八月辛未（567年9月21日），太上皇高湛诏令司徒韩祖念转任大将军。韩祖念又外任南云州刺史。天统四年正月二十三日（568年3月7日），韩祖念在南云州去世，虚岁五十八，齐后主诏令赠予使持节、都督青冀瀛沧济赵汾七州诸军事、青州刺史、太保、尚书令、武功王如故，谥号忠武王，同年十一月廿九日（569年1月2日）葬于五泉山。
韩祖念墓在今山西省太原市发现，出土文物有大型壁画、玻璃杯、鎏金铜器等，其墓誌銘刊行於《晉陽古刻選》中。

## 家庭

### 祖父
- 韩是突，北魏雁门郡太守[1]

### 父亲
- 韩罗察，北魏仪同三司、云中郡开国公[1]

### 夫人
- 某氏，其墓志在1999年一场突发的大火中被烧毁，墓志拓片也没有存留下一张，据发掘者张崇颜回忆，夫人墓志记载下葬时间为大隋三年[1]